# Museo storico dell'Aeronautica Militare di Vigna di Valle

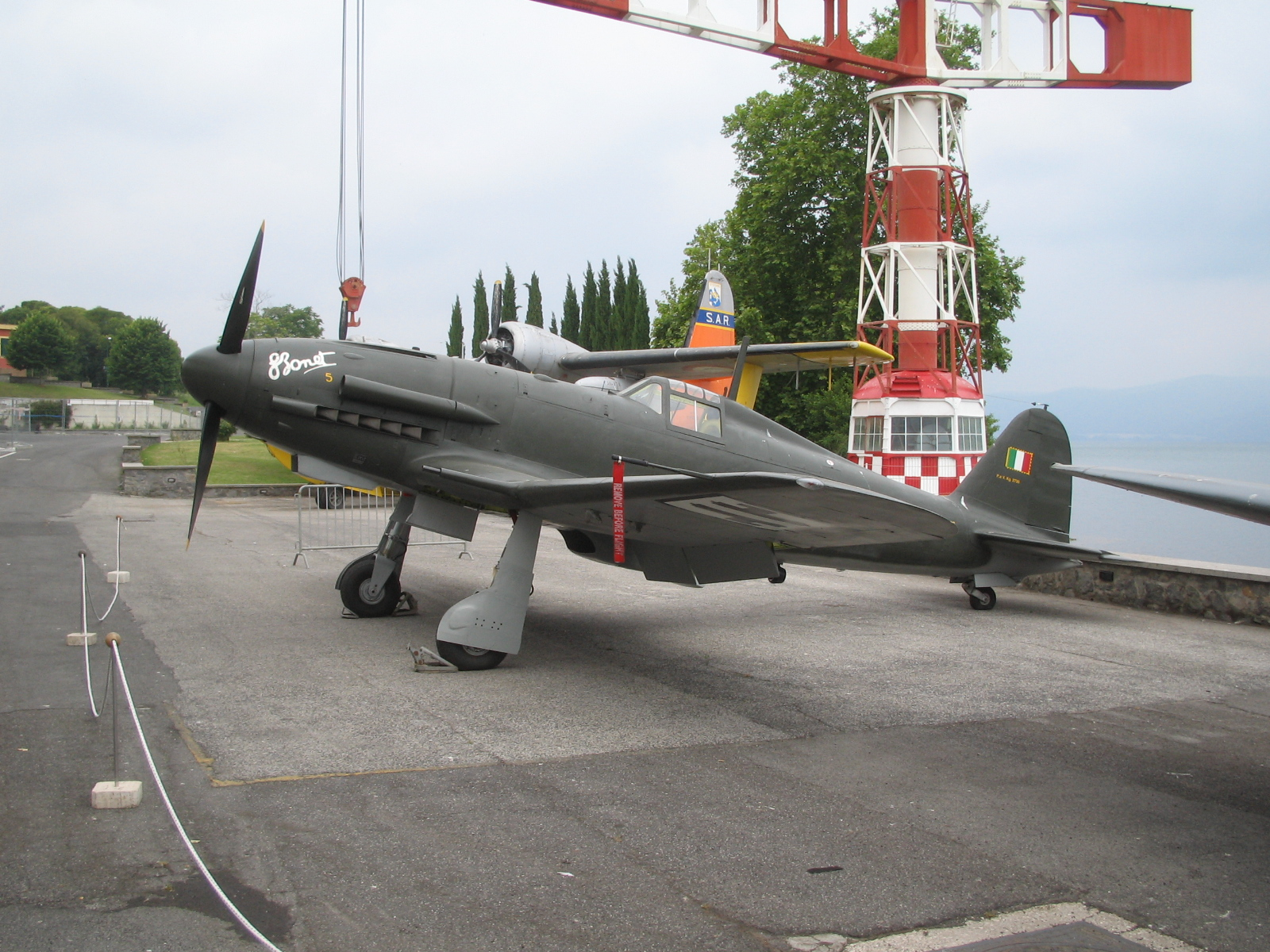
Fiat G.55 van de ANR

Het Museo storico dell'Aeronautica Militare di Vigna di Valle (Museum van de geschiedenis van de luchtmacht in Vigna di Valle) is een van de grootste luchtvaartmusea in Italië. Het ligt aan het Meer van Bracciano en wordt beheerd door de Italiaanse luchtmacht.

## Collectie

### Propellervliegtuigen

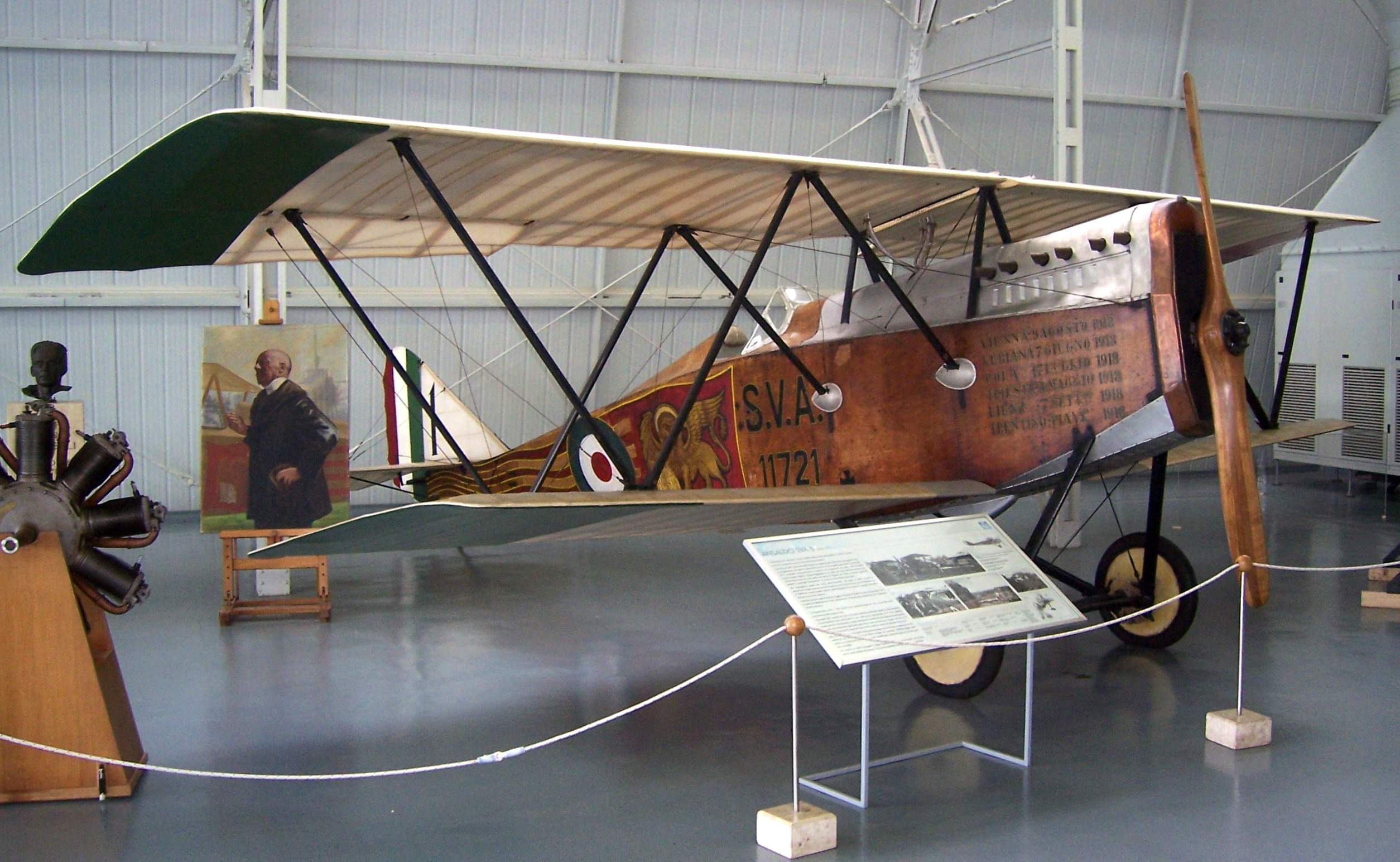
Ansaldo SVA 5

- Ansaldo AC.2
- Ansaldo SVA 5
- Caproni Ca.3
- Caproni Ca.100
- Cant Z.506S Airone
- Douglas C47A Skytrain
- Fiat C.29
- Fiat CR.32
- Fiat CR.42 Falco
- Fiat G.55
- Fiat G.59 4B
- Fiat G.212
- Fieseler Fi 156
- Grumman HU-16A Albatross
- Grumman S2F-1 Tracker
- IMAM Ro.37 bis
- Lohner L
- Macchi M.39
- Macchi M.67
- Macchi-Castoldi M.C.72
- Macchi-Hanriot HD-1
- Macchi MC.200
- Macchi MC.202
- Macchi MC.205
- North American P-51D
- North American T-6J
- Piaggio P.166 ML-1
- SAI Ambrosini S.7
- Savoia-Marchetti SM.79
- Savoia-Marchetti SM.82
- Spad VII
- Stinson L5 Sentinel
- Wright Nº4

### Zweefvliegtuigen
- Libratore Allievo Cantù

### Straalvliegtuigen
- Aerfer Ariete
- Aerfer Sagittario 2
- Campini-Caproni C.C.2
- de Havilland DH-113 Vampire NF54
- Fiat G.80-3B
- Fiat G.91 PAN (Frecce Tricolori)
- Fiat G.91 R
- Fiat G.91 T

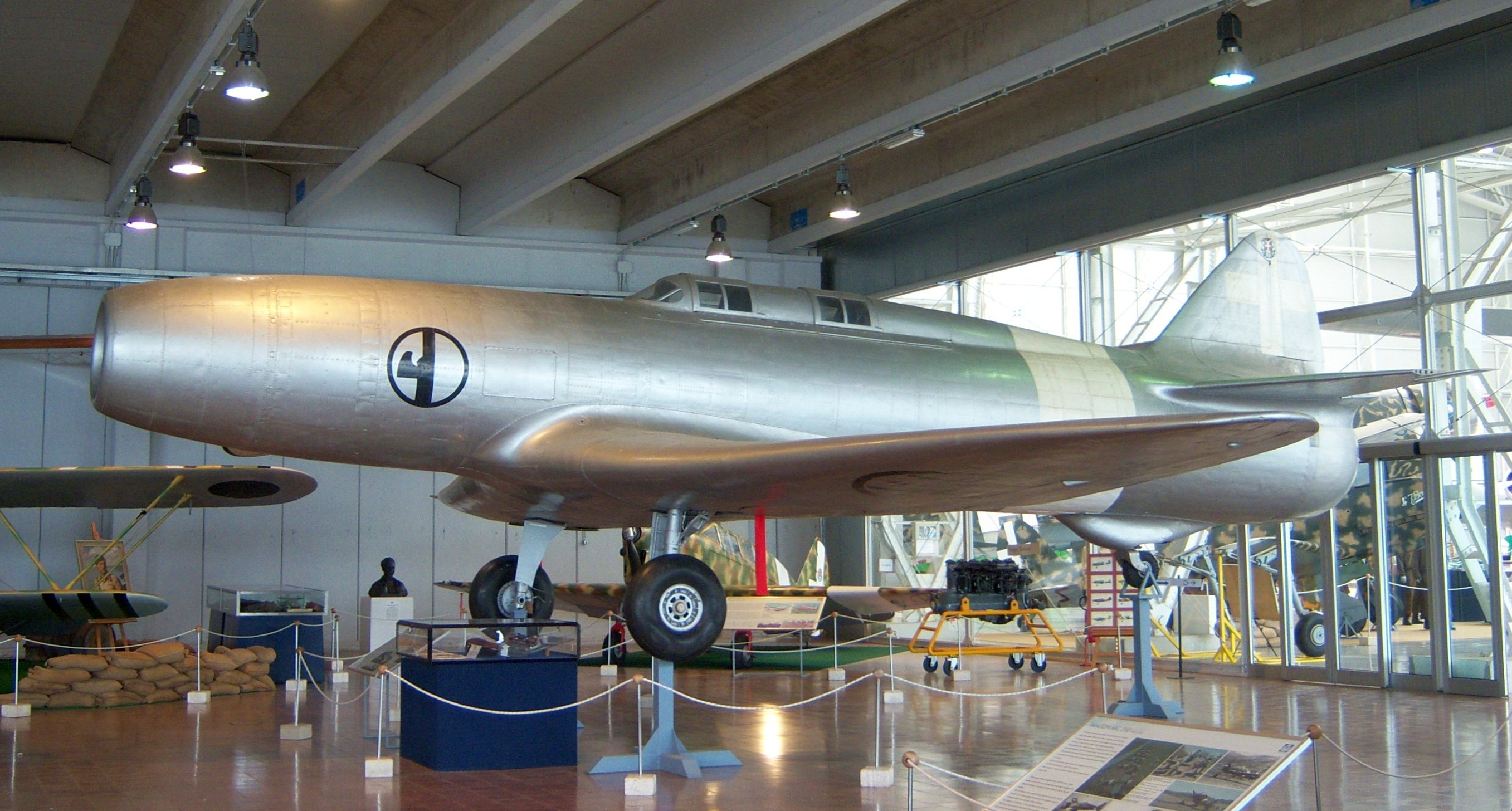
Campini-Caproni C.C.2

- Lockheed (Fiat) F-104G Starfighter
- Lockheed RT-33
- Panavia Tornado F3
- Piaggio PD.808
- Republic F-84F Thunderstreak
- Republic F-84G Thunderjet
- Republic RF-84F Thunderflash (onder restauratie)

### Helikopters
- Agusta Bell AB.204 B
- Agusta Bell AB.47 G2

### Motoren

#### Zuigermotor

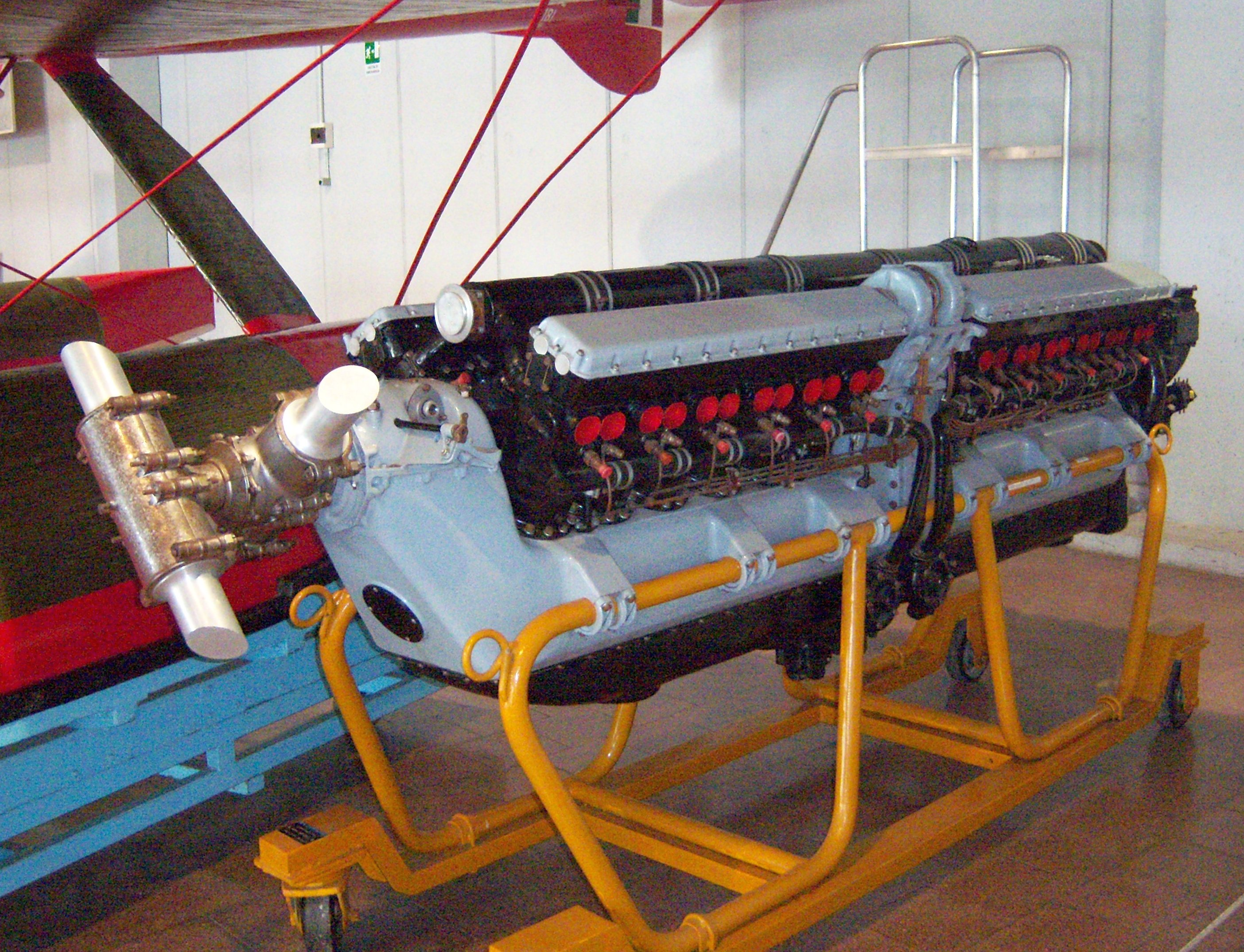
Fiat AS.6

- Alfa Romeo 126 RC.34
- Allison V-1710
- As10C
- Daimler-Benz DB 605
- Fiat A20
- Fiat A22T
- Fiat A54
- Fiat AS.6
- Hispano-Suiza 8
- Isotta Fraschini 12 DB
- Isotta Fraschini Asso 750 RC 35
- Maybach Luftschiffmotor
- Rolls-Royce Merlin
- SPA 6A
- SPA Faccioli
- Wright "Type 4"

#### Straalmotor
- Junkers Jumo 004